# 乔沟头南门楼
35°46′18″N 119°09′28″E / 35.77167°N 119.15778°E
乔沟头南门楼位于中国山西省新绛县泽掌镇乔沟头村，已列为新绛县文物保护单位。
乔沟头南门楼建于清代康熙年间，上下两层，高24米。台基平面略呈正方形，长8米，宽7.8米，匾额“建宁”。城楼面阔3间，进深3间，十字重檐歇山顶。
1995年12月，乔沟头南门楼公布为新绛县文物保护单位。